# 超越數論
超越数论是一個研究数论的方支，以定性、定量的方法來研究超越数（無法表示成某個以有理数為系数的多项式方程的解）。

## 超越
代数基本定理告诉我们：如果有一个非常數、有理係數的多项式（或者等效地，通过去分母後，具有整数系数），那么该多项式将具有复数根。也就是说，对于任何非常数的有理系數多项式{\displaystyle P}，会有一个复数{\displaystyle \alpha }，使得{\displaystyle P(\alpha )=0}。超越理论关注反向的问题：给定一个复数{\displaystyle \alpha } ，是否存在有理係數多项式{\displaystyle P}，使得{\displaystyle P(\alpha )=0?}如果不存在这样的多项式，则稱该数为超越数。
更一般地，该理论处理数的代数独立性。一组数 {α1, α2, …, αn} 称为在域K上代数独立的條件是，如果不存在系数取自K的非零多项式P使得P(α1, α2, …, αn) = 0。所以判定一个给定的数是否是超越数，实际上是代数独立的一个特例，其中n = 1，域K是有理数域。
一个相关的概念是数是否存在封闭形式的表达式，包括指数和对数以及代数运算。“封闭形式”有多种定义，关于封闭形式的问题往往可以简化为关于超越的问题。

## 歷史

### 有理数逼近：劉維爾到羅特
以超越来這術語來指稱非代数的对象可以追溯到 17 世纪，当时戈特弗里德·莱布尼茨证明了正弦函数不是代数函数。某些类别的数是否可以是超越数的问题可以追溯到1748年，当时欧拉断言：若{\displaystyle a,b}為有理數，且不存在某個有理數{\displaystyle c}使{\displaystyle b=a^{c}}，則數 logab 不是代數數。
欧拉的断言直到20世纪才得到证实，但此前，在他的断言将近一百年后，约瑟夫·刘维尔證實了非代数数的存在，而在此之前人们还不确定这一点。他在1840年代关于这个问题的原始论文概述了使用连分数构建超越数的论证。后来，在1850年代，他给出了一個數是代數數的必要条件，从而给出了一个数是超越的充分条件。这个標準卻未能說明超越的必要條件，而且它确实没有检测到数e是超越的。但他的工作确实提供了更多的超越数，现在以他的名义稱為刘维尔数。
劉維爾判定本质上是说，代数数不能很好地被有理数近似。因此，如果一个数可以很好地被有理数近似，那么它一定是超越的。劉維爾著作中“非常接近”的确切含义与某个指数有关。他证明了如果 α 是 d (≥2）次代数数，且 ε 是任何大于零的数，则表达式
{\displaystyle \left|\alpha -{\frac {p}{q}}\right|<{\frac {1}{q^{d+\varepsilon }}}}
只能由有限个有理数 p/q 来满足。将此作为超越的标准并非易事，因为必须對每个d (≥2）檢查是否有无穷多个解 p/q。
20世纪，在阿克塞尔·图厄、卡尔·西格尔和克勞斯·羅特的努力下，劉維爾的成果中的指数从d + ε 改進到d /2 + 1 + ε，最后在1955年变为 2 + ε。这个结果，被称为圖厄－西格爾－羅特定理，表面上是最好的可能，因为如果指数 2 + ε 仅替换为 2，则结果不再正确。然而，塞尔日·兰推测羅特的结果可以有所改善；特别是他推测右手边分母中的 q 2+ε 可以简化为{\displaystyle q^{2}{\log(q)}^{1+\epsilon }} 。
羅特的工作有效地將由劉維爾开始的工作收尾，他的定理使数学家能够证明更多数字的超越性，例如錢珀瑙恩數。然而，该定理仍然不够强大，无法检测所有超越数，而且许多著名的常数（包括 e 和 π）都不能很好地以上述方法來近似。

### 辅助函數：埃爾米特到貝克
幸运的是，在19世纪开创了其他方法来处理 e 的代数性质，从而通過歐拉恆等式來處理 π 的代数性质。这项工作集中在使用所谓的輔助函數。这些函数通常在所考虑的点处具有许多零點。这里的“许多零點”有可能是指许多不同的零點，或者至少一个零點但具有高多重性，甚至许多零點都都具有高多重性。1873年，夏爾·埃爾米特對于每个自然数{\displaystyle k}，使用了近似函数 {\displaystyle e^{kx}} 的辅助，藉此证明了 {\displaystyle e} 是超越數。在1880年代，费迪南德·冯·林德曼建立了他的工作，证明了对于非零代数数 α ，{\displaystyle e^{\alpha }}是超越的。特别地，这同時证明了 π 是超越的，因为 eπi 是代数的，因此否定了化圓為方的可能。卡尔·魏尔施特拉斯进一步擴展了他们的工作，并最终在1885年證明了林德曼-魏尔斯特拉斯定理。
1900年，大卫·希尔伯特提出了他著名的問題集。其中的第七个，也是希尔伯特估计最困難的問題中的一个，询问了 a b 形式的数字的超越性，其中 a 和 b 是代數數，a 不是0或1，而b是无理数。在1930年代，亞歷山大·格爾豐德和西奧多·施奈德使用非显式辅助函数证明了所有的这些数字确实都是超越的，该辅助函数的存在是由Siegel引理所給出的。这个结果，即格尔丰德-施奈德定理，證明了如 eπ 和Gelfond-Schneider 常数等数的超越性。
该领域的下一个重大突破发生在1960年代，当时艾倫·貝克在由格尔丰德所提出的基於對數線形式的問題上取得了进展。格尔丰德本人设法找到了下式的非平凡下界：
{\displaystyle |\beta _{1}\log \alpha _{1}+\beta _{2}\log \alpha _{2}|\,}
其中所有四个未知数都是代数的，兩個 α 既不是0也不是1，兩個 β 都是无理数。不过，格尔丰德未能找到三个或更多对数之和的类似下限。贝克定理的证明就包含了这样的界限，在这个过程中解決了第一類的高斯类数问题。这项成果因其在解决丟番圖方程方面的用途讓貝克獲得了菲尔兹奖。从纯粹超越数论的观点来看，貝克已经证明，如果 α1, ..., αn  是代数数，它们都不为0或1，并且 β1, ..., βn 是代数数，使得 1， β1, ..., βn 在有理数上线性无关，那么数
{\displaystyle \alpha _{1}^{\beta _{1}}\alpha _{2}^{\beta _{2}}\cdots \alpha _{n}^{\beta _{n}}}
是超越的。

### 其他技术：康托爾和 Zilber
1870 年代，格奥尔格·康托尔开始发展集合论，并于1874年发表論文证明代数数可以与自然数集一一对应，因此超越数集必是不可数。后来，在1891年，康托尔使用他更熟悉的对角线论证来证明相同的结果。虽然康托尔的结果经常稱为纯粹的存在性證明，因此不能用于构造单个超越数， 上述两篇论文中的证明都给出了构造超越数的方法。
虽然康托尔使用集合论来证明超越数的丰富性，但最近的发展是使用模型论来试图证明超越数论中未解决的问题。问题是确定域 K 的超越度
{\displaystyle K=\mathbb {Q} (x_{1},\ldots ,x_{n},e^{x_{1}},\ldots ,e^{x_{n}})}
对于在有理数上线性无关的复数x1, ..., xn，Stephen Schanuel推测答案至少为n，但並無證明。不过，在2004年，鲍里斯·齐伯（Boris Zilber）发表了一篇论文，该论文使用模型论技术创建了一个结构，该结构的行为与配备加法、乘法和幂运算复数的复数非常相似。而且，在这个抽象结构中，Schanuel的猜想确实成立。不幸的是，目前还不知道这种结构实际上与具有上述操作的复数相同；可能存在一些其他抽象结构，其行为与复数非常相似，但 Schanuel 的猜想不成立。 Zilber 确实提供了几个标准来证明所讨论的结构是C ，但无法证明所谓的强指数闭包公理。这个公理的最简单的情况已经被证明了， 但是需要证明它最普遍的情況，才能完成猜想的证明。

## 方法
这个数学领域的一个典型问题是判別一個给定的数是否是超越的。康托尔使用基数论证来证明代數數是可數的，因此几乎所有数都是超越数。因此，超越数反而是更普遍的；即便如此，要证明给定的数字是超越的（甚至只是无理数）可能极其困难。
出于这个原因，超越理论通常朝着更定量的方法工作。因此，给定一个特定的复数 α，人们可以询问 α 与代数数的接近程度。例如，如果假设数字 α 是代数的，那么是否可以证明它必须具有非常高的次数或系数非常大的最小多项式？最终，如果可以证明系数的有限度或大小是不充分的，那么该数字必须是超越的。由于数 α 是超越数当且仅当于每个具有整数系数的非零多项式P，P(α) ≠ 0 。這問題可以通过尝试找到以下形式的下界来解决：
{\displaystyle |P(a)|>F(A,d)}
其中右侧是一些正函数，取决于P系数大小的某个度量 A及其度数d ，并且这些下限适用于所有P ≠ 0。这种界限称为超越测度。
d = 1的情况，是“经典”的丢番图近似，即要找
{\displaystyle |ax+b|}
的下界。超越论和丢番图逼近的方法有很多共同点：它们都使用輔助函數概念。

## 主要成果
格尔丰德-施奈德定理是1900－1950年间超越理论的主要进步。在20世纪60年代，阿伦·贝克處理代數數对数的线性形式的方法，復興了超越理论，在众多经典问题和不定方程有應用。

## 马勒的分类
库尔特马勒在 1932 年将超越数划分为 3 类，称为S 、 T和U 。 这些类的定义借鉴了刘维尔数（上文引用）的概念的扩展。

### 实数無理程度的度量
定义刘维尔数的一种方法是，考虑给定一個实数x的线性多项式 |qx − p| ，若其不為 0，則可以多小。这里 p, q 是整数，其中 |p|, |q| 以正整数 H 為上界。
設 {\displaystyle m(x,1,H)} 是这些多项式的最小非零绝对值：
{\displaystyle \omega (x,1,H)=-{\frac {\log m(x,1,H)}{\log H}}}
{\displaystyle \omega (x,1)=\limsup _{H\to \infty }\,\omega (x,1,H).}
ω( x , 1) 通常称为实数x的无理測度。对于有理数，ω( x , 1) = 0，而对于无理实数則至少为 1。刘维尔数被定义为具有无限的無理測度。羅特定理说无理实代数数的无理测度为 1。

### 复数超越的度量
接下来考虑一個整係數、最少為 n 次，高度最多为H 的多項式在复数 x 處的取值，其中n、H是正整数。
設{\displaystyle m(x,n,H)}是此类多项式在{\displaystyle x}處取的非零最小绝对值，並設
{\displaystyle \omega (x,n,H)=-{\frac {\log m(x,n,H)}{n\log H}}}
{\displaystyle \omega (x,n)=\limsup _{H\to \infty }\,\omega (x,n,H).}
假设对于某个最小正整数 n，这是无限的。在这种情况下，复数x 稱為 n 次的 U數。
现在我们可以定义
{\displaystyle \omega (x)=\limsup _{n\to \infty }\,\omega (x,n).}
ω( x ) 通常称为x的超越測度。如果 ω( x, n ) 是有界的，则 ω( x ) 是有限的，并且x称为S 数。如果 ω( x, n ) 是有限但无界的，则x称为T 数。 X 是代数數当且仅当 ω( x ) = 0.
显然，刘维尔数是 U 数的子集。William LeVeque在1953年构造了任何所需度数的 U 数。刘维尔数和 U 数是不可数集，但其測度為 0。 
T 数組成的集合測度也為 0。大约用了35年时间才發現它们的存在。Wolfgang M. Schmidt在1968年表明存在这样的例子。另一方面，几乎所有的复数都是 S 数。Mahler证明了指数函数将所有非零代数数发送到 S 数： 这表明 e 是 S 数并證明了 π 的超越性。已知π这个数不是 U 数。 许多其他超越数仍未分类。
两个数X，Y称为代数相關，意思是有二元的整系数多項式 P，使得 P(x, y) = 0。有一个强有力的定理，即若两个复数代數相關，則必定属于同一个马勒类。这允许构造新的超越数，例如刘维尔数与 e 或 π 之和。
符号 S 可能代表马勒的老师卡尔·西格尔的名字，T 和 U 只是接下来的两个字母。

### Koksma 的等效分类
1939 年，Jurjen Koksma提出了另一种基于代数数近似的分类方法。 
考虑一个复数x由阶数 ≤n 和高度 ≤ H 的代数数逼近。令 α 是这个有限集的代数数，使得 | X - α| 具有最小正值。定义 ω*( x, H, n ) 和 ω*( x, n )：
{\displaystyle |x-\alpha |=H^{-n\omega ^{*}(x,H,n)-1}.}
{\displaystyle \omega ^{*}(x,n)=\limsup _{H\to \infty }\,\omega ^{*}(x,n,H).}
如果對某個最小的正整数n ，ω*( x, n ) 是无限的，则x称为 n 次的 U*-數。
如果 ω*(x, n) 有界且不收敛到 0，则x称为S* 数，
如果 ω*(x, n) 收敛到 0，則稱 x 為 A* 數。
如果 ω*(x, n) 都是有限但无界的，则x称为 T* 數 ，
Koksma 和 Mahler 的分类是等價的，因为它们将超越数划分为相同的类别。 A*數會是代数数。

### LeVeque 的構造
設
{\displaystyle \lambda ={\tfrac {1}{3}}+\sum _{k=1}^{\infty }10^{-k!}.}
可以證明，λ（一個劉維爾數）的n次方根為n次的U數。 
可以改进此构造，以得出不可数多個n次 U 数。设Z是由上述 λ 級數中，每隔一个 10 的幂组成的集合。 Z的所有子集的集合是不可数的。从λ的級數中，删除Z的任何子集，就得到不可数多個不同的刘维爾數，其n次根是n次的U形數。

### 类型
序列{ω (x, n )}的上確界称为类型。几乎所有实数都是类型 1 的 S 数，这对于实数 S 数来说是最小的。几乎所有的复数都是 1/2 类型的 S 数，这也是最小的。以上有關「几乎所有数」的断言都是由马勒猜想，并在1965年由弗拉基米尔·斯普林德朱克（Vladimir Sprindzhuk）证明。 

## 未解决的问题
虽然 Gelfond-Schneider 定理证明了一大类数是超越的，但这个类仍然是可数的。许多著名的数学常数仍然不知道是超越的，在某些情况下甚至不知道它们是有理还是无理。部分列表可以在这里找到。
超越理论的一个主要问题是證明一组特定的数是代数独立的，而不仅仅是證明單一元素是超越的。所以虽然我们知道e和π是超越的，但这并不意味着e + π是超越的，也不代表两者的其他组合（除了eπ，格尔丰常数，已知是超越的）是超越數。另一个主要问题是处理与指数函数无关的数字。超越理论的主要结果倾向于围绕以e為底的指數和对数函数，这意味着往往需要全新的方法来处理不能以此兩個函數來表示的數。
Schanuel 的猜想会在某种程度上解决这些问题中的第一个，因为它涉及代数独立性，并且确实会证实e + π是超越的。然而，它仍然围绕指数函数，因此不見得能处理诸如阿培里常数或歐拉-馬斯刻若尼常數這類的數。另一个极其困难的未解决问题是所谓的常数或恒等问题。 

## 延伸閱讀
- Alan Baker and Gisbert Wüstholz, Logarithmic Forms and Diophantine Geometry, New Mathematical Monographs 9, Cambridge University Press, 2007, ISBN 978-0-521-88268-2